# Нью-Йоркское восстание рабов
Восстание рабов в Нью-Йорке 1712 года (англ. New York Slave Revolt of 1712) — восстание чернокожих рабов в Нью-Йорке.
Точная дата — 6 апреля.
23 чернокожих раба убили девятерых белых колонистов и ранили ещё шестерых колонистов, прежде чем рабов остановили.
Более 70 чернокожих рабов были арестованы и заключены в тюрьму. Из них 27 предстали перед судом, а 21 был осуждён и расстрелян.

## Причины и развитие событий
В начале XVIII века в Нью-Йорке было одно из самых больших поселений рабов среди всех английских колоний. Поскольку в городе не было типичных для юга нынешних Соединённых Штатов Америки плантаций, рабское население здесь составляли элементы, работавшие домашней прислугой, ремесленниками, докерами или на других специализированных работах. Кроме того, по сравнению с рабами на плантациях нью-йоркские рабы часто работали на чернокожих, не являющихся рабами, чего почти не существовало в южных колониях, и, прежде всего, они жили так близко друг к другу, а не на больших расстояниях из-за обширности плантаций: им было легче общаться. Такая лёгкость установления контакта, очевидно, также оборачивалась большей лёгкостью вынашивания заговора.
Причины, которые предположительно привели к восстанию, включают ограничение свободы рабов после изгнания голландцев с территории англичанами и создание последними колонии под названием провинция Нью-Йорк в 1664 году. При голландском правлении освобождённые рабы пользовались, например, определёнными правами, такими как право владеть землёй и вступать в брак, но когда британцы захватили Новый Амстердам и превратили его в колонию Нью-Йорк, они приняли законы, которые ограничивали сильно жизнь рабов. Контролировать большое количество рабов, которые в начале XVIII века составляли двадцать процентов населения колонии и число которых росло (для того, чтобы справиться с увеличением потока рабов, импортируемых Королевской африканской компанией, был построен новый невольничий рынок рядом с сегодняшней Уолл-Стрит), колониальное правительство фактически приняло такие меры, что раб не мог отойти от дома более чем на милю без специального разрешения, не мог встречаться более чем с двумя другими рабами одновременно, т. е. нельзя было формировать группы более трёх рабов, и он должен был сидеть в отдельной части церкви во время богослужений. Кроме того, благодаря особым законам даже брак сильно не поощрялся.
В ночь на 6 апреля 1712 года чуть более двадцати чернокожих рабов собрались и подожгли здание на Мейден-лейн недалеко от Бродвея. Пока белые поселенцы пытались потушить пожар, восставшие рабы, вооружённые пистолетами, топорами и саблями, напали на них и, убив девять человек, бежали.

## Последствия
После восстания колониальные правоохранительные органы арестовали и заключили в тюрьму семьдесят чернокожих. Из них шестеро покончили жизнь самоубийством в тюрьме, а двадцать семь предстали перед судом. По окончании судебного разбирательства двадцать один человек был приговорён к смертной казни; двадцать из них были затем сожжены заживо, а один был убит с помощью колесования, наказания, которое в то время больше не применялось к белым людям. Такое суровое наказание, безусловно, является выражением страха владельцев перед восстанием рабов.
Кроме того, после восстания были обнародованы законы, которые сделали условия жизни чёрных и туземных рабов, находившихся в городе и на всей территории колонии, ещё более строгими. Так, например, рабам запрещалось носить огнестрельное оружие и играть в азартные игры. Кроме того, такие преступления, как повреждение частной собственности, изнасилование и покушение на убийство, стали наказываться смертью. Однако свободным чернокожим по-прежнему разрешалось владеть участками земли.
Закон также ввёл налог в размере 200 фунтов стерлингов на хозяев, которые хотели освободить одного из своих рабов (выдав так называемую «вольную»), сумму, превышающую среднюю стоимость раба. В 1715 году во время встречи, проведённой в Лондоне с Советом по торговле, который тогда ещё назывался «Лорды торговли», губернатор Роберт Хантер утверждал, что важно, чтобы в Нью-Йорке сохранялась надежда на освобождение и возможность унаследовать часть имущества хозяина. Это, по словам губернатора, будет справедливой наградой для раба, который помог своему хозяину создать состояние на всю жизнь, а также предотвратит впадение раба в отчаяние.